# Jean-Paul Gourévitch
Pour les articles homonymes, voir Gourevitch.
Jean-Paul Gourévitch, né le 7 septembre 1941, est un essayiste français, docteur en sciences de l'information et de la communication. Il publie des essais politiques et des récits de littérature de jeunesse.
Depuis la toute fin des années 1990, Jean-Paul Gourévitch publie une série d'ouvrages ayant trait aux migrations, à l'islamisme, au terrorisme, à l'histoire de l'Afrique et aux immigrés africains en France. Il acquiert une notoriété relative à ses publications dans lesquelles il donne ses estimations du coût de l'immigration pour le budget de la France, publications qui font l'objet de vives critiques. Ses thèses sont également reprises par l'extrême droite.

## Biographie
Jean-Paul Gourévitch est originaire de la ville de Bou.
Docteur en sciences de l'information et de la communication, Jean-Paul Gourévitch enseigne l'image politique, ainsi que l'histoire de la littérature de jeunesse, dans plusieurs universités dont l'université de Paris XII,,. Il est l'auteur d'essais sur l'image politique, l'éducation, de livres illustrés et de romans pédagogiques interactifs. Il a également réalisé des expositions, des jeux et des audiovisuels.
Expert international en ressources humaines, et consultant international sur l'Afrique et les migrations, spécialiste du continent noir et des phénomènes migratoires,, et écrivain prolifique[réf. à confirmer], il publie plusieurs ouvrages consacrés à l'Afrique et aux aspects sociaux et économiques de l'immigration et de l'expatriation en France.
En tant que consultant international, il conduit pendant vingt ans des missions sur l'Afrique pour divers institutions et organismes internationaux, dont la Banque mondiale, l'UNESCO, le ministère des affaires étrangères, le ministère de la coopération et le fonds européen[Quand ?],.
Jean-Paul Gourévitch séjourne trois mois par an en Afrique noire francophone pendant une vingtaine d'années[Quand ?] et séjourne ailleurs en Afrique, à Paris et à Nîmes,,.

## Principaux ouvrages et écrits

### Image politique
Dans les années 1970, Gourévitch mène des recherches sur l'image publicitaire, avant de s'intéresser au monde politique et à son système de représentation. En 1975, il publie son premier livre sur le sujet : L'image du président. En 1998, il publie son septième ouvrage sur le sujet : L'image en politique, qui retrace l'histoire de la politique et de la propagande,,.
En 1999, Gourévitch publie La démagogie racontée à ma petite fille regroupant une correspondance fictionnelle entre deux générations, centrée sur la démagogie en politique.
En 2008, il publie un livre sur l'impopularité et ses stratégies en politique intitulé Profession Démago.

### Afrique et immigration
En 1998, dans son ouvrage Immigration : la fracture légale, il établit le diagnostic de l'apparition d'une « fracture légale » entre ceux qui vivent selon les lois et ceux qui subsistent dans l’État de non-droit. Dans son ouvrage, il estime à 7,8 millions l'ensemble de la population d'origine étrangère vivant en France, soit 13,5 % de la population française,.
En 2000, il publie La France Africaine. Dans cet ouvrage, l'auteur évalue la « France africaine » à 6 à 7 millions de personnes pour la seule métropole. Il y développe par ailleurs la thèse selon laquelle l'immigration africaine fragiliserait le mode d'intégration à la française. Le Figaro Magazine commente que « Jean-Paul Gourévitch apporte une savante démonstration : chiffres à l'appui, loin des préjugés xénophobes ou bien-pensants »,. Pour RFI, l'auteur offre « une analyse rigoureuse ». La revue internationale et stratégie remarque un essai au « ton provocateur » qui « doit cependant être salué ».
En 2004, il publie La France en Afrique : cinq siècles de présence, vérités et mensonges, et réédité en 2006. Marianne qualifie alors Jean-Paul Gourévitch « d'auteur de la meilleure synthèse sur les rapports franco-africains ». Le Monde parle d'un livre « à rebours des ouvrages sur le sujet, souvent manichéens ». Le Monde diplomatique lui reproche de « faire l'impasse sur la libéralisation exigée de marchés africains et sur l'hostilité longtemps manifestée par les institutions financières internationales ». Midi libre qualifie l'auteur de « Grand spécialiste [...] qui connait bien son sujet ». Le magazine New African, évoque un livre « pas tendre avec la Françafrique ».
En 2007, il publie l’ouvrage Les Migrations en Europe, qui est, selon Le Figaro, une « analyse soigneusement étayée et parfaitement maîtrisée », dans laquelle se dégage notamment le fait que l'Union européenne, d'après Gourévitch, « n'a pas véritablement développé une politique commune en matière d'immigration », « face à des flux migratoires qui ne peuvent que s'intensifier ». Il estime que les migrations font partie « des grands débats de société du XXIe siècle, car les questions qu'elles suscitent interpellent l'avenir de l'Europe et du monde entier. Mais l'analyse de leurs processus est sans cesse confrontée à un discours émotionnel, ostracisant ou compassionnel, qui en limite la portée ».
En 2009, il publie Les Africains de France, qui parle essentiellement des immigrés africains en France et qui présente d'une part les Africains francophones et d'autre part les Africains non francophones, sans expliquer les raisons de cette présentation singulière. Dans cet ouvrage, certains lieux communs de Jean-Paul Gourévitch sont critiqués, par exemple sur les Africains qui souffriraient en France de carence endémique en vitamines, auraient peu le sens de l'épargne, etc..

### Livres de jeunesse et livres-jeux
En 1999, Gourévitch publie La littérature de jeunesse dans tous ses écrits (1529-1970) une anthologie historique chronologique synthétisant ses travaux précédents dans le domaine. Le Monde qualifie l'ouvrage de pertinent et qualitatif,.
En 2000, il publie un roman de jeunesse intitulé Le gang du métro, portant sur la vie de trois adolescents dans les premières années du métropolitain de Paris en 1900.
En 2006, il reçoit un prix du livre jeunesse pour La vengeance des barbares, qui traite des relations entre les jeunes et la police dans le Paris du XIXe siècle. Le Nouvel Observateur décrit un livre « Bien troussé, par un spécialiste de la littérature jeunesse ».
Jean-Paul Gourévitch écrit plusieurs ouvrages sous forme de livres-jeux :
- Dans Comment devenir président de la République en 90 minutes, Jean-Paul Gourévitch, Michel-Antoine Burnier et Léon Mercadet, invitent les lecteurs à naviguer à travers les complexités de la politique française via un jeu interactif. Le livre propose de nombreux scenarios et itinéraires, où les décisions influencent la course à la présidence[40]. L'objectif de l'auteur est de démystifier le monde politique en s'appuyant sur son expertise en image et propagande politique[41]. Le livre est une satire qui reflète les réalités politiques avec humour et ironie, invitant le lecteur à entrer dans le monde politique par la grande porte[42].

- Le Labyrinthe de la Révolution Française cible les enfants pour leur enseigner l'histoire de manière ludique. Malgré quelques critiques sur des erreurs mineures[Lesquelles ?], le livre est salué pour son approche pédagogique innovante. De même, Le Labyrinthe de l'Europe, co-écrit avec Martine Faure, vise à éduquer les adolescents sur la citoyenneté européenne à travers une aventure narrative[43],[44].

- Le livre jeu Le Rallye des Hautes-Alpes, soutenu par le conseil général des Hautes-Alpes, combine éducation et divertissement pour encourager les jeunes à explorer leur environnement[45]. L'ouvrage, permet aux jeunes lecteurs de devenir les héros de leur propre aventure en résolvant des énigmes et en explorant divers aspects des Hautes-Alpes, tels que l'histoire, l'économie, et la faune et la flore locales[46]. Cette collaboration entre une maison d'édition et une collectivité territoriale est une première en France[47].

- Le Labyrinthe du Dieu Hermès et Le Labyrinthe des Romains, coécrits avec Brigitte Decroix, explorent les univers de la mythologie et de l'histoire antique[48].

## Critiques

### Chiffrage du «coût» de l'immigration
En juillet 2010, une étude remise au ministère du Travail, de l'Emploi et de la Santé conduite par l'économiste Xavier Chojnicki, estime que l'immigration est positive pour le budget de l'État, faisant gagner plusieurs milliards d'euros aux comptes de la sécurité sociale. Cette étude contredit les chiffres de l'étude de Gourévitch réalisée en 2008 pour l'association Contribuables associés, concluait à un solde négatif de plus de 26 milliards d'euros,,,.
En septembre 2014, à la suite de la publication de Migrations pour les nuls dans laquelle il développe sa vision des aspects géopolitiques des migrations d'hier, d'aujourd'hui et de demain et où il se propose de définir les termes du débat, d'identifier les flux, et d'expliquer la géopolitique des déplacements, ainsi que la quantité et la « qualité » des migrations, plusieurs journaux dont Le Monde, le Figaro, Libération, La Croix, France Info et de nombreux journaux régionaux, reprennent in extenso une dépêche de l'AFP du 11 septembre 2014, affirmant que Jean-Paul Gourévitch est un « auteur marqué très à droite », « fréquemment cité et invité par l'extrême-droite »,,,. Dans la même dépêche AFP, Virginie Guiraudon, directrice de recherches au Centre d'études européennes de Science Po estime que Gourévitch « manipule les chiffres », utilise « des termes qui n'ont aucune rigueur scientifique » et alimente un « discours anti-immigrés et anti-élites qui profite à l'extrême droite »,,. Selon Rue89, le livre utilise un grand nombre de sources et de termes d'extrême droite, et se révèle « un tract politique déguisé en ouvrage pédagogique » ; le média publie un droit de réponse de l'auteur. Jean-Paul Gourévitch se présente lui-même, dans l'introduction, comme ayant « le souci constant de faire le point sur des sujets mal connus ou sensibles et de lutter contre la désinformation d'où qu'elle vienne ». Il s'est fait connaître, sur le sujet, pour ses livres La Croisade islamiste et L'immigration ça coûte ou ça rapporte ?, cités en références par Marine Le Pen, mais l'ouvrage est critiqué pour ses données souvent non sourcées ou décontextualisées, et pour ses positions non neutres (jugées proches de l’extrême droite) ; l'auteur avance notamment un « surcoût » annuel de 8,9 milliards d'euros lié à l'immigration, tout en appelant à la prudence sur les statistiques. Le livre mêle analyses, anecdotes et graphiques, sans hiérarchisation claire, ce qui rend difficile la construction d'une opinion éclairée. Certains passages sont polémiques, comme un « bêtisier des migrations » où des citations hétéroclites sont juxtaposées sans discernement quant à leur valeur. Selon Catherine Guilyardi, des erreurs typographiques ou orthographiques indiquent aussi un manque de relecture, qui renforce les critiques. Introuvable sur le site officiel de la collection, mais disponible sur Amazon, l'ouvrage est souvent associé à d'autres titres controversés, ce qui interroge sur sa ligne idéologique et sa rigueur scientifique.
En 2019, Libération explique que l'affirmation de Gourévitch selon laquelle il y aurait quatre fois plus d'immigrés que vingt ans auparavant est fausse.

### Positionnement politique
En mai 2012, Jean-Paul Gourévitch est présenté par le journaliste spécialisé dans l'étude de l'extrême droite David Doucet, dans une émission de France Culture, comme un « faux scientifique », ayant réussi à tromper certains grands médias avec des analyses erronées sur l'immigration. Le même David Doucet dans Les Inrockuptibles en octobre 2012, le définit comme « le chercheur préféré de l'extrême droite », et affirme qu'il a commis des erreurs de calcul, la principale étant une erreur de 20 milliards d'euros concernant la contribution des immigrés aux recettes relatives à la protection sociale, Gourévitch ayant selon lui omis de prendre en compte les cotisations patronales assises sur les salaires des travailleurs immigrés. David Doucet relaie aussi le politologue Jean-Yves Camus, spécialiste de l'extrême droite, qui déclare au sujet de Gourévitch et de ses études sur le « coût réel de l'immigration en France » : « Le monde universitaire ne lui reconnaît aucune légitimité scientifique dans ce domaine. Il n'est ni démographe ni spécialiste des questions migratoires ». Dans un article publié le 28 décembre 2017 dans La Croix, Jean-Yves Camus affirme au contraire que Gourévitch « n'est pas de l'extrême droite », même si ce dernier fait partie des conseils de lecture proposés par le Front national.
Pour LCI, Jean-Paul Gourévitch est « le chouchou des milieux d'extrême droite » qui reprennent ses thèses sur les coûts de l'immigration, bien supérieurs à ceux calculés par Xavier Chojnicki de l'université de Lille. En août 2023, Franceinfo affirme que Gourévitch « se dit politiquement neutre mais il est adepte de la théorie du grand remplacement ».

#### Activités publiques
Jean-Paul Gourévitch participe à divers événements organisés par l'extrême droite,. En 2010, il prend part aux « Assises sur l'islamisation de l'Europe » organisées par Riposte laïque et le Bloc identitaire. L'année suivante, il donne une conférence pour l'Action française,, en 2013 il intervient au Local de Serge Ayoub, et en 2016 à une table ronde d'extrême droite sur l'immigration organisée par Robert Ménard. En septembre 2023, Jean-Paul Gourévitch est l'invité de la rentrée politique du parti d'Éric Zemmour Reconquête, et le mois suivant il intervient dans un colloque du parti Les Républicains sur « le coût de l'immigration ».
Jean-Paul Gourévitch indique en 2013 dans une interview par le média d'extrême droite Égalité et Réconciliation : « Je suis vraiment indépendant de tout, je ne roule pour personne », et il affirme lutter contre « la désinformation », et les idées reçues « des bien-pensants de droite ou de gauche ». En 2014, à l'AFP qui souligne ses nombreuses citations par l'extrême droite, il répond intervenir « partout où [il est] invité, que ce soit à l'extrême droite, à droite, à gauche ou au centre », affirmation qu'il réitère l'année suivante, à l'occasion de la cérémonie d'extrême droite des Bobards d'or, durant laquelle il se pose en victime d'une « cabale » de l'AFP. Selon Mathieu Dejean des Inrockuptibles, il n'est pas seulement cité par l'extrême droite, mais est « proactif » dans ce milieu, comme en attesterait sa présence à cette cérémonie et à d'autres.

## Ouvrages
- La poésie en France, les éditions ouvrières, 1966 (ASIN B003WTYU1G)
- Les enfants et la poésie, l'École, 1969  (ISBN 978-2211832083)
- Villiers de l'Isle-Adam, Seghers, coll. Écrivains d'hier et d'aujourd'hui, no 35, 1971 (ASIN B07MDLC926)
- Défi à l'éducation, Casterman, 1973 (ASIN B000WVI8PG)
- Clefs pour l'audiovisuel, Seghers, coll. Clefs, no 33, 1973  (ISBN 9782232142420)
- L'image du Président, Tema, 1975  (ISBN 978-2714200266)
- Comprendre la Publicité, L'École, 1975  (ISBN 2211978029)
- L'imagerie politique, Flammarion, 1980, [réf. nécessaire]
- La propagande dans tous ses états, Flammarion, 1981  (ISBN 978-2080643711)
- La politique et ses images, Edilig, 1986  (ISBN 978-2856011331)
- Images d'enfance: 4 siècles d'illustration du livre pour enfants, Alternatives, 1994  (ISBN 978-2867389870)
- l'Afrique, le fric, la France, Le pré aux clercs, 1997 ; rééd. 2001  (ISBN 978-2842280222)[15]
- Immigration la fracture légale, Le pré aux clercs, 1998  (ISBN 978-2842280406)
- L'image en politique, Hachette littératures, 1998,  (ISBN 978-2012353336)
- La littérature de jeunesse dans tous ses écrits 1520-1970, Argos-CRDP Créteil 1998 rééed 2001,  (ISBN 978-2869180901)
- La démagogie racontée à ma petite fille, Le Capucin, 1999  (ISBN 9782913493032)
- La France africaine, Le pré aux clercs, 2000 3e édition, sous titré Islam, intégration, insécurité, infos et intox,  (ISBN 2842280660)
- L'Économie informelle, Le pré aux clercs, 2002,  (ISBN 9782842281229)
- Ne disons pas au jour les secrets de la nuit, roman Presses de la Renaissance, 2003 (avec Dominique Marny) adaptée et jouée au théâtre de Nesle en mai et juin 2008,  (ISBN 978-2856168820)
- La France en Afrique: cinq siècles de présence : vérités et mensonges, Le pré aux Clercs, 2004,  (ISBN 9782842281786)[76],[77],[78]
- Mémoires d'enfances, Le pré aux Clercs, 2004 (avec Jacques Gimard)  (ISBN 978-2842281717)
- Hetzel: le bon génie des livres, Le Serpent à Plumes, 2005  (ISBN 9782268053813)
- Plaisirs d'amour, Le Pré aux Clercs, 2006 (avec Dominique Marny)  (ISBN 9782842282578)
- Les migrations en Europe, Acropole, 2007,  (ISBN 978-2735702671)
- La France en Afrique, Acropole, 2008,  (ISBN 978-2735703098)
- Profession démago, éditions du Palio, 2008,  (ISBN 978-2354490058)
- Maux Croisés, roman policier interactif Archipoche, 2008  (ISBN 9782352870647)
- Les Africains de France, Acropole, 2009,  (ISBN 978-2735703203)
- L'immigration, ça coûte ou ça rapporte, Larousse, 2009  (ISBN 9782035845313)
- Le rêve méditerranéen d'Ulysse à Nicolas Sarkozy, éditions de l'Œuvre, 2009 prix Gaxotte de l'essai historique 2009, finaliste du prix Méditerranée 2010,  (ISBN 978-2356310385)
- (dir.) actes de l'atelier « Mémoire des indépendances africaines ».[pertinence contestée]
- La croisade islamiste, 2011,  (ISBN 978-2355931772), sous-titrée « pour en finir avec les idées reçues ».
- Récompenses et Punitions, éd. De Borée, 2012,  (ISBN 978-2812906930)
- Villa Maldoror, éd. De Borée, 2013,  (ISBN 978-2812907876)
- Abcdaire illustré de la Littérature Jeunesse, Le Puy-en-Velay, L'atelier du poisson soluble, 2013  (ISBN 978-2-35871-044-2)
- Ne disons pas au jour les secrets de la nuit (avec Dominique Marny) ed. poche De Borée, 2013  (ISBN 978-2812909191)
- Les Migrations pour les Nuls, éditions First, 2014  (ISBN 978-2754056618)
- Les Petits enfants dans la grande guerre, éditions Pascal Galodé, 2014 puis SPM, 2019  (ISBN 978-2355933189)
- Le tour du monde en 80 cocktails, Orphie, 2014, avec des aquarelles de Pierre Estable  (ISBN 9782877639613)
- L'islamo-business vivier du terrorisme, éd. Pierre-Guillaume de Roux, 2016  (ISBN 9782363711687)
- Explorer et enseigner les contes de fées, Belin, 2016  (ISBN 978-2410000221)
- Les véritables enjeux de migrations, Éditions du Rocher, 2017  (ISBN 978-2268085012)
- La Méditerranée: conquête, puissance, déclin  Desclée de Brouwer, 2018  (ISBN 978-2220091945)
- Le Grand remplacement, réalité ou intox ?, Pierre-Guillaume de Roux, 2019, 250 p. (ISBN 978-2363712882).
- La France en Afrique 1520-2020 vérités et mensonges, L'Harmattan, 2020  (ISBN 978-2343199849)
- La Tentation Zemmour et le Grand Remplacement, Les éditions Ovadia, 2021  (ISBN 978-2363924698)
- La Fraude dans tous ses éclats, éditions Être humain, 2021,  (ISBN 978-2493429001)
- Panorama illustré des journaux de jeunesse 1770-2020, SPM, 2022  (ISBN 978-2379990717)
- Comment devenir président de la République en 90 minutes, (en coll. avec Michel-Antoine Burnier et Léon Mercadet), Posidonia, 2022, rééd. de l'ouvrage paru chez Plon en 1992  (ISBN 9782259025997)
- Passerez-vous le premier tour ?, Posidonia, 2022  (ISBN 9782376361190)
- On ne meurt que deux fois, Ovadia, 2022  (ISBN 9782363924704)
- L'ultime secret de Jean Cocteau, Douin, 2023  (ISBN 9782354983437)
- Evidemment, Posidonia, 2023  (ISBN 9782376361657)
- Images et bons-points de notre école, Métive, 2023  (ISBN 9782371091658)

### Littérature jeunesse
- Le Labyrinthe des records, Retz, 1987  (ISBN 9782725612270)
- Le Labyrinthe de la Révolution française, Retz, 1988,  (ISBN 9782725612690)
- Le Labyrinthe du Dieu Hermès (en coll. avec Brigitte Decroix), Retz, 1989  (ISBN 9782725682518)
- Le Labyrinthe de l'Europe (en coll. avec Martine Faure), Retz, 1990  (ISBN 9782725679129)
- Le Labyrinthe des Romains (en coll. avec Brigitte Decroix), Retz, 1991  (ISBN 9782725613901)
- Le Rallye des Hautes-Alpes; Nathan/Conseil général des Hautes-Alpes, 1993  (ISBN 9782307496625)
- Les Tribulations d'Evariste, Hachette Poche Jeunesse, 1997  (ISBN 9782013214414)
- Le Gang du métro, Hachette Poche Jeunesse, 2000  (ISBN 9782013217118)
- Ulysse.com, Belin, 2005, 2013, 2020 (6e édition)  (ISBN 978-2701149165)
- La Vengeance des Barbares, Bayard Poche, 2005  (ISBN 9782747016339)[12]
- Le Trésor des Barbares, Bayard Poche, 2007  (ISBN 9782747016780)
- Pompéi.com, Belin, 2008  (ISBN 9782701147529)
- Pharaons.com, Belin, 2010  (ISBN 9782701154015)
- César : l'ascension d'un chef, Belin, 2015  (ISBN 9782701182988)

### Autres objets culturels
- Jeu de l'oie de Clément Marot, avec son livret, 1996
- Jeu de cartes Jean Cocteau, Frédéric Douin, 2020, [pertinence contestée]